# معركة باداخوز
معركة باداخوز أو معركة بطليوس (بالإسبانية: Batalla de Badajoz)‏ هي مواجهة عسكرية وقعت في أغسطس 1936 أثناء الحرب الأهلية الإسبانية في مدينة بطليوس الواقعة غربي إسبانيا، على الحدود مع البرتغال. بعد الاستيلاء على ماردة، فإن غزو باداخوز يسمح للمتمرّدين بتأمين مؤخرة الجيش، وكذلك فإن سقوط باداخوز، يعني بالنسبة للجمهورية خسارة الاتصالات البرية مع البرتغال نهائيًا. بعد المعركة اندلعت واحدة من أكثر حلقات القمع والاغتيالات إثارة للجدل في الحرب بأكملها وهي مذبحة بطليوس.

## الوضع الإستراتيجي
بدأت الحرب الأهلية الإسبانية في 19 يوليو 1936، بعد انقلاب شبه فاشل: فلم يتمكن المتمردون من الاستيلاء على السلطة، وأيضا لم تتمكن حكومة الجمهورية من سحقهم. فاستطاعت القوات المتمردة من السيطرة على ثلث البلاد تقريبا. ثم توفي خوسي سانخورخو في حادث تحطم طائرة في 20 يوليو. وكان إميليو مولا يسيطر على الشمال، بينما تمكن فرانسيسكو فرانكو من الاهتمام بالجزء المغربي. كانت خطوته الأولى هي الحصول على دعم جوي ألماني وإيطالي لنقل جنوده إلى جنوب إسبانيا عبر مضيق جبل طارق. فجرى في صيف 1936 نقل حوالي 10,000 جندي من القوات النظامية للجيش الأفريقي عبر جسر جوي ألماني وإيطالي إلى جنوب إسبانيا للتغلب على حصار مضيق جبل طارق. التحم المتمردون في إشبيلية، وفي 1 أغسطس أمر الجنرال فرانكو بالتوجه شمالًا للارتباط بقوات الجنرال مولا.
اتجهت القوات المتمردة بقيادة العقيد أسينسيو والمقدم كاستيخون شمالاً بمفارز آلية، وتوقفت لقصف المدن الحدودية والاستيلاء عليها. في 10 أغسطس وصل العميد ياغوي لتولي القيادة قريبا من ماردة، كان المتمردون قد أمنوا 300 كيلومتر من الحدود مع البرتغال. سقطت ماردة بعد معركة شرسة على ضفاف نهر يانة، تاركة باداخوز المجاورة معزولة وباعتبارها آخر موقع للجمهورية على الحدود. أشرف فرانسيسكو فرانكو نفسه شخصيًا على قيادة العمليات العسكرية في ماردة، وعند الغسق في ذلك اليوم استقبل ياغوي في مكتبه لمناقشة الاستيلاء على بطليوس والأهداف العسكرية الجديدة. أراد فرانكو الاستيلاء على المدينة من أجل تعزيز توحيد المنطقتين في منطقة متمردة واحدة، وبالتالي تطهير الجانب الأيسر في تقدمه في تغطيته الحدود البرتغالية. كان هذا القرار خطأ استراتيجيًا، لأن التأخير الناجم عن الهجوم على بطليوس في التقدم نحو مدريد سمح لحكومة الجمهورية بتنظيم دفاعاتها.
سار ياغوي نحو بطليوس (باداخوز) مع 2,250 من قوات الفيلق الإسباني و 750 مغربيًا منتظمًا وخمس بطاريات، تاركًا القائد تيلا وراءه لضبط ماردة. داخل المدينة القديمة المحصنة، كان قد هدم العديد من أجزاء السور القديم قبل بضع سنوات، على الرغم من وجود العديد من الأجزاء الأخرى. قاد العقيد بويجدينجولاس حوالي 6000 من رجال الميليشيات الجمهوريين (على الرغم من أن المصادر الأخرى خفضت العدد إلى 2000 أو 4000 جندي). وعندما اقترب جيش الثوار، حاولت مجموعة من الحرس المدني الهروب إلى جانب المتمردين. نجح بويجدينجولاس في سحق التمرد، لكن هذا العمل قوض ثقة رجاله.

## المعركة
قبل الهجوم تعرضت بطليوس لقصف مستمر من المدفعية والقاذفات المتمردة لمدة ثلاثة أيام. شن المتمردون القادمون من الشرق هجومهم في صباح يوم 14 أغسطس بعد قصف المدينة مرة أخرى. تسلل الكولونيل بويجدندولاس مع رئيس البلدية وأعضاء آخرين في لجنة الدفاع من المدينة حوالي الساعة 9:00 صباحًا وفروا إلى البرتغال.
وعلى الجانب الجنوبي من المدينة، اقتحمت الوحدات القومية الأسوار بسهولة. توغل النظاميون مغاربة تطوان عبر بويرتا دي لوس كاروس (بوابة السيارات)، حيث اكتسح الفيلق والمغاربة ثكنات الجمهوريين. وفي غضون ذلك انشق العديد من الجنود داخل المدينة وانضموا إلى المتمردين، مما سهل دخول المهاجمين للمدينة.
المكان الوحيد الذي واجه فيه المهاجمين صعوبات كان حول بويرتا دي لا ترينيداد (بوابة الثالوث). حيث تم وضع القوة الأكثر موثوقية للمدافعين وهم حرس الحدود (Carabineros) تحسبا لذلك. نجحت المقاومة الحازمة للمدافع الرشاشة للجمهوريين من صد الهجوم، مما أدى إلى تمزيق عدة موجات من اللواء الرابع للفيلق الأجنبي الإسباني. ولكن جنود الفيلق تجاهلوا خسائرهم واستمروا في ضغطهم. وقادت العربات المصفحة الهجوم على البوابة، وتغلب المتمردون على المدافعين، وتدفقوا عبر ثغرة وقتلوهم في قتال بالأيدي. لكن التكلفة كانت مروعة: فقد فقدت السرية السادسة عشرة المهاجمة 76 من أصل 90 ضابطًا ورجلًا (تشير مصادر أخرى إلى 20 قتيلاً و 22 جريحًا و 2 مفقودًا). سقط جميع ضباط الوحدة في الهجوم باستثناء النقيب وعريف واحد (مصادر أخرى: ضابطان قتلا من أصل خمسة). في غضون ذلك دخل رجال أسينسيو المدينة عن طريق اختراق أسوار المدينة؛ مما اعتبر اقتحام بويرتا دي لا ترينيداد لاحقا عديم الفائدة.
وبمجرد دخولهم الأسوار طرد الجيش الميليشيا الجمهورية من أمامه، وجرى الطعن بالسكاكين والحراب خلال مسيرهم نحو وسط المدينة، بمن فيهم المستسلمون. احتدم قتال الشوارع بعد حلول الظلام. فيما بعد أسر الفيلق 43 جريحًا من المليشيا في المستشفى العسكري، حيث قتلوهم بعد ذلك.

## النتائج
ساهمت المعركة بتأخير توجه المتمردين نحو مدريد عدة أيام، مما سمح للحكومة بتنظيم دفاعاتها حول العاصمة.
مزق سقوط بطليوس عن الجمهورية منطقة إكستريمادورا الكبيرة في شمال ولبة، والتي أخضعتها الدولة القومية الناشئة حديثا. وبعد المعركة استدار ياغوي نحو الشمال الشرقي باتجاه مدريد ووصل نهر تاجة. وخلال رحلته اشتبك مع القوات الجمهورية في معارك ضارية في الأسابيع التالية.
اتبعت معركة بطليوس نفس النمط الذي استمر طوال فصل الصيف: فقد استولت الميليشيات الجمهورية على قلاع القرون الوسطى المنتشرة في قشتالة، لكنها لم تستطع إيقاف أو حتى إبطاء تقدم قوات فرانكو المحترفة والمجهزة بشكل أفضل. واثبت الجيش النظامي الإسباني أنه قادر على اكتساح الدفاعات الجاهزة التي أعدتها قوات العدو المتفوقة، إلا أنه غالبًا ما عانى خسائر فادحة في أفضل قواته. بحلول نهاية العام كان معظم ماتبقى من جنود الفيلق الأجنبي الإسباني الأحياء قد انتشروا على طول مسار البلدات المحاطة بأسوار الممتدة من إشبيلية إلى ضواحي مدريد.

### مذابح المدنيين
أفادت الأنباء على نطاق واسع أن المتمردين اجتاحوا باداخوز وقتلوا الآلاف من السجناء والمدنيين، وبلغت ذروة ذلك في عمليات ماسمي جولة الإعدام سيئة السمعة في حلبة مصارعة الثيران بالبلدة، حيث تنصب الرشاشات على الحواجز حول الحلبة. كان من الممكن سماع صراخ الموتى على بعد عدة شوارع. اندلعت أعمال القتل والاغتصاب الجماعي دون رادع لعدة أيام، وفشل ياغوي في الدعوة إلى وقف عمليات القتل أكسبه لقب «جزار بطليوس». وقدر المراسلون الأجانب حسب تعاطفهم السياسي بمقتل مابين 1800 و 4000 حالة مدنية.
هناك العديد من روايات شهود العيان وتقارير أخرى عن مذبحة بطليوس، بما في ذلك بعض المراسلين الأجانب، مثل جاي ألين (أمريكي) وماريو نيفيس (برتغالي)، ومارسيل داني ورينيه برو (الفرنسيين)؛ هناك أيضًا صور فوتوغرافية صورت المجزرة. واليوم يدرك معظم المؤرخين أن ياغوي قتل الآلاف من رجال الميليشيات والمدنيين بعد سقوط المدينة وأحرق الجثث لأنه لم يرغب في ترك الأعداء، سواء كانوا جنودًا أو مدنيين في مؤخرة جيشه. في الواقع كما جاء في رد ياغوي للصحفي جون ت. ويتاكر من صحيفة نيويورك هيرالد تريبيون عندما سأله عما حصل: 
لم تكن مذبحة بطليوس حالة فريدة من نوعها في مسيرة طابور ياغوي من إشبيلية إلى بطليوس. في كل مدينة غزاها رجال ياغوي، قُتل العديد من المدنيين. ففي مقاطعة بطليوس وحدها (بما في ذلك مدينة بطليوس نفسها) قُتل أكثر من ستة آلاف شخص. كان معظم الضحايا من العمال والمزارعين، وأصبحت المذبحة الجماعية للجمهور فيما بعد معروفة للعالم باسم إرهاب فرانكو الأبيض.

## ملاحظة
1. ↑  في اللحظات الأولى من الحرب، لم يكن لدى قوات المتمردين علم خاص بهم. ولكن في 29 أغسطس 1936، صدر مرسوم عن مجلس الدفاع الوطني (الهيئة التي كانت تحتفظ بمقر الدولة في المنطقة المتمردة) العلم ثنائي الألوان الأحمر الأصفر.
2. ↑  تختلف الأرقام حسب المؤلف. فقد حدد هيو توماس الرقم بـ 8000 جندي،[1] أما أنطوني بيفور فعلى الرغم من خفض الرقم لاحقًا: فقد قدر أن المدافعين كانوا 2000 من رجال الميليشيات و 500 جندي أو أفراد من قوات الأمن ،[2] بينما قدر فرانسيسكو إسبينوزا المدافعين بـ 2000 جندي.[3]